# Erminio Valenti
Erminio Valenti (* 24. Dezember 1564 in Trevi; † 22. August 1618 in Faenza) war ein italienischer Bischof und Kardinal.

## Leben

Kardinalswappen von Erminio Valenti (schematische Darstellung)

Er wurde als Sohn von Attilio Valenti und dessen Ehefrau Lavinia Greggi in eine Adelsfamilie aus Trevi geboren. Ein späterer Kardinal aus dieser Familie war Ludovico Valenti. Erminio Valenti erwarb einen Doktorgrad in Rechtswissenschaften. Als Advokat in Rom erhielt er Zugang zum Hof des Kardinals Ippolito Aldobrandini, der später als Clemens VIII. Papst wurde.
Papst Clemens VIII. erhob ihn im Konsistorium vom 9. Juni 1604 in den Rang eines Kardinals und ernannte ihn am 25. Juni 1604 zum Kardinalpriester von Santa Maria in Traspontina.
Kardinal Valenti nahm an den beiden Konklaven von 1605 für die Wahlen von Leo XI. (Konklave März 1605) und Paul V. (Konklave Mai 1605) teil. Am 3. August 1605 wurde er von Papst Paul V. zum Bischof von Faenza ernannt und empfing am 18. September 1605 durch Kardinal Pietro Aldobrandini die Bischofsweihe; Mitkonsekratoren waren Luigi de Torres, Erzbischof von Monreale, und Laudivio Zacchia, Bischof von Montefiascone.
Er starb am 22. August 1618. Sein Grabdenkmal befindet sich im Heiligtum der Madonna delle Lacrime in Faenza.